# Sturmioactia auronigra
Sturmioactia auronigra là một loài ruồi trong họ Tachinidae.